# Sara Becker
Sara Becker Rodríguez (Santiago de Chile, Chile; 30 de diciembre de 2002) es una actriz chilena. En 2023 se convirtió en la primera actriz de ese país en ser nominada a los Premios Goya.

## Biografía
Desde pequeña se disfrazaba y le gustaba cantar, por lo que su madre la inscribió en un taller de baile y actuación en la academia de Maitén Montenegro "para que la cansaran". En donde Maitén descubrió que tenía talento para la actuación.
A los ocho años comenzó clases de teatro con la reconocida maestra de actores Moira Miller.
En 2013, a sus 11 años, se unió a la producción televisiva de TVN, El regreso, en la que dio vida a Sofía Alcántara, hija mayor de los actores Alejandra Fosalba e Iván Álvarez de Araya.
Continuando en TVN, al año siguiente se unió a la producción vespertina, El amor lo manejo yo.
En 2018 se fue a Mega para participar en series, iniciando con La cacería.
En 2023 se convirtió en la primera actriz chilena nominada a los Premios Goya por la película, La contadora de películas. En 2024 fue elegida una de las 50 mujeres más poderosas del año en Chile por la revista Forbes.

## Filmografía

### Teleseries
| Teleseries | Teleseries           | Teleseries      | Teleseries |
| Año        | Teleserie            | Rol             | Canal      |
| ---------- | -------------------- | --------------- | ---------- |
| 2013       | El Regreso           | Sofía Alcántara | TVN        |
| 2014       | El Amor Lo Manejo Yo | Sara Medina     | TVN        |
| 2017       | La Colombiana        | Danae Rivas     | TVN        |

### Series
| Series | Series                                 | Series         | Series  |
| Año    | Serie                                  | Rol            | Canal   |
| ------ | -------------------------------------- | -------------- | ------- |
| 2018   | La Cacería: Las Niñas de Alto Hospicio | Paulina        | Mega    |
| 2021   | No nos quieren ver                     | Catalina Pérez | Mega    |
| 2023   | Juego de ilusiones                     | Penélope       | Mega    |
| 2024   | Baby Bandito                           | Nidia          | Netflix |

### Cine
- Cabros de mierda (2017)
- Princesita (2018)
- La contadora de películas (2023)

## Premios y nominaciones

### Premios Goya
| Año  | Categoría               | Película                  | Resultado | Ref.  |
| ---- | ----------------------- | ------------------------- | --------- | ----- |
| 2024 | Mejor actriz revelación | La contadora de películas | Nominada  | [ 3 ] |